# 沈兴全
沈兴全（1969年11月—），男，江苏徐州人，中華人民共和國學者。现任太原理工大学党委书记。

## 生平
2018年3月，任中北大学校长
2020年8月，任中北大学党委书记。
2023年12月，接替郑强，任太原理工大学党委书记。